# Pyura discoveryi
Pyura discoveryi är en sjöpungsart som först beskrevs av William Abbott Herdman 1910.  Pyura discoveryi ingår i släktet Pyura och familjen lädermantlade sjöpungar.
Artens utbredningsområde är Södra Ishavet. Inga underarter finns listade i Catalogue of Life.